# Мстивой I (князь Східної Померанії)
Мстивой I (пол. Mściwój I; *д/н — †1219/1220) — князь Східної Померанії у 1205—1219/1220 роках.

## Життєпис
Походив з династії Собіславичів. Молодший син Собіслава I, князя Східної Померанії, та Жировлави Павол (з мазовецької або куявської знаті). Про молоді роки практично нічого невідомо. У 1190 році одружився зі Звеніславою, донькою Мешко III, князя Польщі.
Близько 1205 року після смерті стає князем Східної померанії, в чому його затвердив Владислав III Тонконогий, верховний князь Польщі. У 1209 році заснував жіночий монастир у містечку Жуково.
У 1210 році збійснив успішний похід проти балтського племені прусів, які вимушені були сплачувати данину Мстивою I. У 1212 році брав участь у великому з'їзді польських князів під головуванням Лешека I у м. Маколін.
Невдовзі після цього визнав зверхність Вальдемара II, короля Данії, намагаючись позбавити владу князя Польщі. При цьому від данців отримав титул дукса (володаря або герцога), зберігши титул князя. За заповітом Мстивоя I Східну Померанію було розділено між 4 його синами.

## Родина
Дружина — Звеніслава (д/н-1240), донька Мешко III П'яста, верховного князя Польщі
Діти:
- Святополк (1195—1266), князь у 1220—1266 роках
- Вартіслав (д/н-1230), князь 1220—1230 років
- Мірослава (1190—1233/1240), дружина Богуслава II, герцога Померанії
- Ратибор (1212—1262), князь у 1220—1262 роках
- Самбор II (1211/1212–1271), князь у 1220—1271 роках
- Ядвіга (1200—1249), дружина Владислава Одонича, князя Великої Польщі
- Вітослава (1205—1290), абатиса монастиря Жуково
- Мілослава, черниця монастиря Жуково